# I tre demoni
I tre demoni è un romanzo dello scrittore irlandese John Connolly.
 Originariamente pubblicato nel Regno Unito nel 2010, è il nono romanzo del ciclo dedicato alle storie dell'investigatore Charlie Parker, detto Bird.

Nell'ambito del ciclo, il romanzo ad esso precedente è Gli amanti (The Lovers), quello seguente è Un'anima che brucia (The Burning Soul).

## Titolo
Il verbo inglese to whisper significa "sussurrare": il titolo del romanzo si riferisce dunque alle voci incorporee – indistinte eppure minacciose – udite nel corso della narrazione da alcuni dei personaggi. Letteralmente tradotto, il titolo originale equivale a "coloro che sussurrano".
 Il titolo italiano fa invece riferimento ad un elemento importante che emerge dalla narrazione.

## Incipit
16 April 2003

It was Dr. Al-Daini who found thr girl, abandoned and alone in the long central corridor. She was almost entirely buried beneath broken glass and shards of pottery, under discared clothing and pieces of fornitures and old newspapers used as paking materials. She should have been rended almost invisible amid the dust and the darkness, bur Dr. Al-Daini had spent decades searching for girls such as she, and he picked her out where others might simply have passed over her.»
Fu il Dottor Al-Daini a trovare la ragazza, sola e abbandonata nel lungo corridoio centrale. Era quasi completamente sepolta sotto schegge di vetro e ceramica, indumenti smessi, mobilia e vecchi giornali usati come imballaggi. La polvere e il buio avrebbero dovuto renderla quasi invisibile, ma il Dottor Al-Daini aveva passato decenni alla ricerca di ragazze come lei, e la trovò laddove altri l'avrebbero oltrepassata senza accorgersene.»
(traduzione di Stefano Bortolussi)

## Trama
Aprile del 2003: durante la Seconda guerra del Golfo il Museo Centrale di Baghdad viene pesantemente saccheggiato, forse ad opera di ribelli iracheni. Sei anni dopo, nella tarda primavera del 2009, Damien Patchett, un reduce da quella stessa guerra, si suicida con un colpo di pistola alla testa, non lontano dalla sua casa di Cape Elizabeth, nel Maine. I due eventi, apparentemente scollegati, finiranno invece per dimostrare un profondo ed inquietante legame.

Un mese dopo la morte di Damien, suo padre Bennett, proprietario di un ristorante a Portland, si rivolge al detective Charlie Parker chiedendogli di indagare su di un certo Joel Tobias, un autotrasportatore con il quale Karen Emory – una delle sue cameriere – ha una relazione. Secondo Bennett la ragazza è vittima di violenze domestiche e se si scoprisse qualcosa contro Tobias sarebbe possibile servirsene per aiutarla. Parker capisce però che dietro la richiesta di Patchett non si nasconde solo la preoccupazione per Karen; Joel Tobias infatti conosceva Damien, con il quale lavorava occasionalmente, ed è a sua volta un reduce dall'Iraq: Bennett ritiene forse che indagando su di lui sia possibile far luce anche sul suicidio del figlio. Suicidio strano ed inspiegabile, se si tiene conto del fatto che Damien, a differenza di molti altri veterani, non aveva mai mostrato segni evidenti di traumi: solo nell'ultimo periodo lamentava insonnia accompagnata da incubi.

L'indagine mette Parker in contatto con i vari aspetti del problema rappresentato dai reduci, i cui traumi psicologici vengono spesso sottovalutati o del tutto ignorati; sull'argomento gli risultano particolarmente utili le informazioni apprese durante un colloquio con la psicologa Carrie Saunders, donna energica ed ex maggiore dell'esercito. Da un punto di vista pratico Parker scopre che Damien Patchett non è l'unico ex soldato ad essersi ucciso: il corpo del più recente suicida lo rinviene lui stesso, all'interno di una stanza chiusa in un motel abbandonato.
Il seguito dell'indagine porta alla luce un'incredibile verità: durante la guerra, con un'operazione suggerita da un agente legato ai Servizi Segreti americani ma di fatto indipendente, un gruppo di soldati ha rubato e trasferito negli USA parte dei reperti scomparsi da Baghdad. In larga parte si tratta di statue e sigilli, ma tra gli oggetti trafugati c'è anche un cofano d'oro chiuso da una complessa serie di lucchetti: radiografato, ha mostrato al suo interno sette scomparti, l'ultimo dei quali sembra racchiudere frammenti d'ossa. Secondo la tradizione custodisce tre demoni: e infatti sono le malvagie entità che, nel tentativo di farsi liberare dopo millenni di prigionia, hanno causato la pazzia e la morte dei reduci.

Purtroppo i reperti in generale, ed il cofano in particolare, hanno ormai attirato l'attenzione di molti: la mafia messicana, ma anche un ambiguo e crudele personaggio di nome Herod, che pur di impadronirsene non esita a seminare cadaveri sul proprio cammino.
 Per fronteggiare la situazione ed evitare che il prezioso cofano venga aperto, scatenando i demoni, Charlie Parker chiama gli amici di sempre - Angel e Louis - però è anche costretto ad allearsi momentaneamente con uno dei suoi peggiori avversari: il Collezionista, che già si trovava sulle tracce di Herod.

La riluttante collaborazione dà i suoi frutti, e Charlie Parker riesce a raggiungere tutti i propri obiettivi: salvezza per Karen Emory e per molti altri, giustizia per Damien Patchett, restituzione dei reperti al Museo d'origine. Tuttavia nel suo futuro si profilano eventi ancora indeterminati ma preoccupanti.

## Personaggi
- Charlie Parker. Ex poliziotto, diventato detective privato in seguito alla tragedia che ha segnato la sua vita: nel 1996, quando ancora viveva e lavorava a New York, sua moglie Susan e sua figlia Jennifer, di soli quattro anni, sono state brutalmente uccise. Parker, trasferitosi nel Maine, si è così dedicato alla difesa dei deboli e delle vittime di violenza. Attualmente è di nuovo solo dopo l'abbandono della compagna Rachel, trasferitasi nel Vermont con la loro figlioletta Samantha a causa dei pericoli insiti nella sua attività di detective, spesso al confine tra la brutale realtà e le minacce del soprannaturale.
Nel corso della narrazione lui stesso si descrive come un uomo che ha da poco superato la quarantina, poco più alto della media, con le tempie brizzolate e gli occhi tristi.

- Dottor Al-Daini. Curatore del Museo Centrale di Baghdad; nel 2003 è lui a fare la prima valutazione dei saccheggi, con l'aiuto di alcuni soldati americani tra i quali – per una strana coincidenza e ben prima del furto che segnerà la sua rovina – c'è anche Damien Patchett. Qualche anno più tardi il Dottore viaggerà tra Parigi e il Maine, seguendo le tracce dei reperti scomparsi.
- Karen Emory. Giovane cameriera, ha avuto una vita abbastanza difficile. Non ha più una famiglia, non ha amici veri e propri: per questo è affettivamente molto dipendente da Joel Tobias, con il quale è andata a vivere, anche se ad un certo punto inizia a rendersi conto dei limiti e dei problemi insiti nella loro relazione.
- Joel Tobias. Ex sergente reduce dall'Iraq; nella vita civile è un autotrasportatore. Non è un uomo veramente cattivo, tuttavia l'avidità, le varie conseguenze del furto realizzato e la nefasta influenza dei demoni prigionieri nello scrigno lo portano alla rovina in maniera molto radicale.
- Damien Patchett, Bobby Jandreau, Mallak, Bacci. Sono i soldati americani che sotto il comando di Tobias hanno partecipato al furto dei reperti. L'intenzione iniziale era quella di vendere il tesoro per reperire fondi da destinare ai reduci, oppressi dalla burocrazia e troppo spesso trascurati dalla giustizia nelle loro necessità. In seguito però l'avidità ha preso il sopravvento in loro e negli organizzatori del furto, causando problemi di vario tipo. L'unico ad essersi tirato indietro - e a sentirsi per questo in pericolo - è Bobby Jandreau.
- Vernon, Pritchard, Twizell, Greenham. Ex Marines, cecchini, costituivano le due squadre di supporto durante l'operazione guidata da Tobias che ha portato al furto delle antichità irachene.
- Carrie Saunders. Ex maggiore dell'Esercito, ha servito in Iraq; come psicologa ha lavorato anche presso il carcere di Abu Graib, cercando di limitare le violenze e gli abusi contro i prigionieri. Tornata alla vita civile, ha continuato le sue ricerche, specializzandosi nelle conseguenze dello stress post-traumatico allo scopo di prevenire nevrosi e suicidi da parte dei reduci.
- Angel e Louis. Sono gli amici newyorkesi di Charlie Parker, complici ed assistenti in molte delle sue imprese. Di solito curano la parte riguardante gli armamenti e la sicurezza.
 Angel è un ex scassinatore, Louis un ex killer; anche nella vita costituiscono una coppia inseparabile, malgrado le abissali differenze di carattere e di stile.
- Herod. È un uomo distinto di circa sessant'anni, apparentemente cortese ed educato, ma in realtà crudele e privo di scrupoli o limiti morali. Il suo corpo è letteralmente divorato dal cancro. Durante una delle tante operazioni subite, in stato di morte apparente, Herod ha avuto una sorta di visione che lo ha messo in contatto con un'entità demoniaca alla quale si è asservito in cambio della promessa di un eterno sollievo alle sue sofferenze.
- Il Collezionista. Ambiguo e pericoloso personaggio già più volte incontrato da Bird, che ne teme l'implacabilità. L'uomo infatti dichiara di essere al servizio del Divino, in nome del quale si erge a giudice e giustiziere: le sue vittime diventano hollow men ("uomini vuoti"), ovvero gusci privi di quell'umanità che hanno tradito e di quell'anima che già avevano perduto. Il Collezionista deve il suo nome all'abitudine di prendere come trofeo un oggetto appartenente a coloro che ha giudicato.
- Colui-che-attende-dietro-il-vetro (The One Who Waits Behind the Glass), detto anche il Capitano, o Mr. Goodkind. Entità demoniaca che sembra intimamente legata al destino futuro di Bird, alla cui vita ha già attentato in passato.[2] Ha molti nomi e può assumere forme diverse per coloro che lo guardano: un clown, uno spaventapasseri, una bambina di dieci anni, un'immagine evanescente visibile solo su vetri e specchi. Charlie Parker invece lo vede come una replica di sé stesso.

## Cronologia
Il prologo del romanzo ha luogo a Baghdad, durante la Seconda guerra del Golfo, il 16 aprile 2003.
 Successivamente la narrazione si sposta nel Maine, e si sviluppa per alcune settimane tra maggio e giugno del 2009.

## Postfazione
Al termine del volume è inserita una nota, intitolata John Connolly on the Parker novels, in cui l'autore spiega brevemente come i romanzi dedicati alle avventure del detective del Maine costituiscano una sequenza più che una serie, dal momento che ciascun volume sviluppa temi, idee e trame a partire da quelli precedenti. Ogni romanzo è autoconclusivo, ma l'insieme dei romanzi riveste un carattere epico: i personaggi ricompaiono, gli indizi lasciati in sospeso in alcune storie vengono risolti in quelle successive.

Seguono poi brevi sinossi di tutti gli otto romanzi (e dell'unico racconto) con Charlie Parker antecedenti a I tre demoni.

## Edizioni

### Edizione originale
- John Connolly, The Whisperers, Hodder & Stoughton, London, 2010 – ISBN 9780340993521

### Edizione italiana
- John Connolly, I tre demoni, Time Crime ed. 2013; traduzione di Stefano Bortolussi; pag.474

### Altre edizioni
- John Connolly, The Whisperers, p. 416, Atria Books, New York, 2010 – ISBN 9781439165195[3]
- John Connolly, The Whisperers (paperback edition), Hodder & Stoughton, London, 2011 – ISBN 9781444711189
- John Connolly, The Whisperers (paperback edition), Atria Books, New York,  2011
- John Connolly, The Whisperers (Charlie Parker book 9), Mass Market Paperback, Barnes & Noble, New York, 2011

### Edizioni audio
- John Connolly, The Whisperers (Charlie Parker Series numero 9), (Audiobook). Formato: MP3; versione integrale. Lingua:  inglese; lettore: Holter Graham. Simon & Schuster Audio, New York, 2011
- John Connolly, The Whisperers, (Audiobook). Formato: CD; versione integrale, durata: 13 h. e 24'. Lingua: inglese; lettore Jeff Harding, Hodder & Stoughton, London, 2012

### Edizioni multimediali
- John Connolly, The Whisperers. Formato: Kindle Edition. Hodder & Stoughton, 2010
- John Connolly, The Whisperers. Formato: Kindle Edition. Atria Books, 2010
- John Connolly, The Whisperers (Charlie Parker Series #9) . Formato:Nook Book (e-book), Atria Books, 2010